# Cucullia costaricensis
Cucullia costaricensis är en fjärilsart som beskrevs av George Francis Hampson 1918. Cucullia costaricensis ingår i släktet Cucullia och familjen nattflyn. Inga underarter finns listade i Catalogue of Life.